# Freedom Planet
Freedom Planet ist ein zweidimensionales Jump-’n’-Run-Spiel, entwickelt und veröffentlicht von Independent-Game-Entwickler GalaxyTrail, einem von Sabrina DiDuro für das Projekt gegründetes Unternehmen. Der Spieler steuert eines der drei anthropomorphen Mädchen: Lilac, den Drachen; Carol, die Wildkatze, oder Milla, dem Basset Hound. Unterstützt von dem entenähnlich-aussehenden Torque versucht der Spieler, Lord Brevon, welcher die Galaxie übernehmen möchte, aufzuhalten. Während das Spiel sich hauptsächlich auf Geschwindigkeit konzentriert, beinhalten die Level auch langsamere Action-Sequenzen.
Das Spiel begann ursprünglich als ein Sonic-the-Hedgehog-Fangame, DiDuro jedoch verlor das Interesse an der Entwicklung eines abgeleiteten Werkes und konzipierte das Projekt als sein eigenes, geistiges Eigentum, neu. Sash Lilac, ursprünglich ein Igel, wurde zu einem Drachen; Bösewicht Dr. Eggman wurde durch Brevon ersetzt und das auf Ringen basierende Leben-System der Sonic-Titel wurde abgeschafft. Weitere Änderungen wurden von Fans vorschlagen und im Laufe der Entwicklung mit eingebunden. Die Art Direction hat ostasiatischen Einfluss: Die Hintergründe wurden von mittelalterlicher, chinesischer Kunst inspiriert und der Titel des Spiels ist in Katakana geschrieben.
Es erschien erstmals für Microsoft Windows in Form einer Demo im August 2012, und dann, nach einer erfolgreichen Kickstarter-Kampagne, als Vollversion auf Steam im Juli 2014. Versionen für Linux und OS X erschienen im April 2015, gefolgt von einer Version für die Wii U im Oktober 2015 und PlayStation 4 im März 2017. Freedom Planet wurde oftmals mit den Sonic-Titeln auf der Sega Genesis verglichen. Kritiker lobten das Gameplay, die Ästhetik und Balance zwischen den Sonic-Elementen und der Originalität, waren aber zwiespältig über das Pacing und der Länge des Spiels. Ein Nachfolger mit dem Namen Freedom Planet 2 erschien im September 2022.

## Spielweise

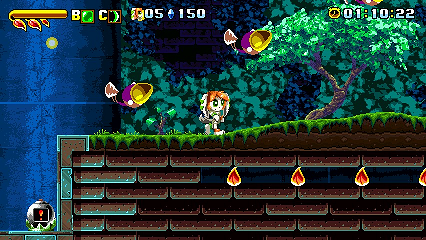
Milla erkundet den Level „Aqua Tunnel“. Das Head-up-Display des Spiels zeigt ihre Gesundheit in Form von roten Blütenblättern an, welche zum Teil aufgebraucht sind. Jedoch können neue Blütenblätter, welche sichtbar auf dem Bildschirm sind, eingesammelt werden.

Freedom Planet ist ein 2D-Jump-’n’-Run und Actionspiel mit anthropomorphen Tieren und Grafiken im 16-Bit-Stil, welches den Look der für die Sega Genesis erschienenen Titel, insbesondere der Sonic-the-Hedgehog-Reihe, nachahmt. Das Spiel lässt die Spieler in die Rolle von einem der spielbaren Charakteren schlüpfen, mit welchem sie jedes Level überqueren und Gegner und Hindernisse bezwingen, bevor sie einem Endgegner gegenüberstehen. Spieler haben einen Gesundheitsbalken, welcher durch das Einsammeln von roten Blütenblättern wieder aufgefüllt wird, und einen regenerativen Energiebalken, welcher für die unterschiedlichen Spezialtechniken der Charaktere benutzt wird. Spieler können zusätzliche Leben verdienen, indem sie blaue Kristalle sammeln, die sich im gesamten Level befinden, oder indem sie die in Käfigen gefangenen Kreaturen retten. Spieler können auch verschiedene Arten von Schildern erhalten, von denen einige oft Bonus-Attribute wie die Immunität gegenüber Feuer oder die Fähigkeit, unter Wasser zu atmen, enthalten. Zudem gibt es auch Karten, die in den Leveln versteckt sind und Bonusinhalte wie Musik und Konzeptkunst freischalten, und Bonusmarken, die den Zugang zu einem Bonusspiel am Ende des Levels ermöglichen.

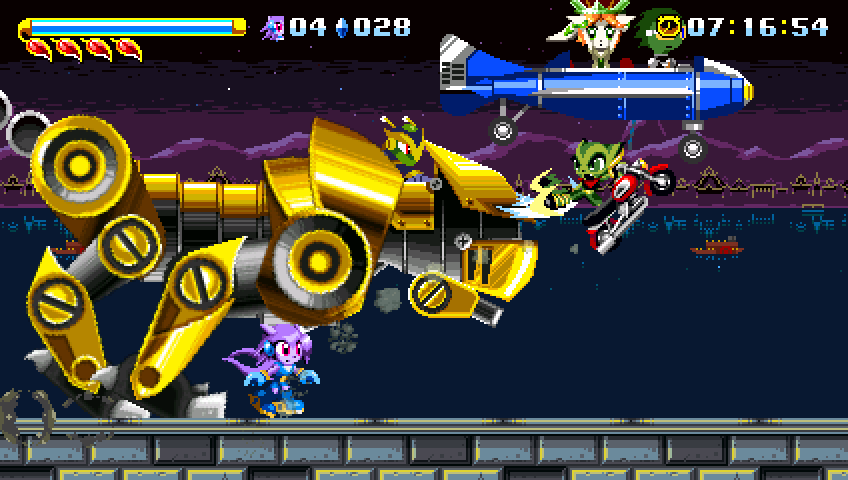
Lilac bekämpft einen der Endgegner des Spiels, Serpentine, während Carol sie mit ihren Angriffen und Milla mit zusätzlichen Heilungsmöglichkeiten unterstützt.

Das Spiel besitzt drei spielbare Charaktere: Lilac, Carol und Milla. Nahkampfangriffe, die auf Feinde angewendet werden können, und jeder Charakter hat eine einzigartige Reihe von Zügen, die es ihm erlauben, die Umgebung auf unterschiedliche Weise zu durchqueren. Lilac kann einen Doppelsprungangriff durchführen und sich in einen Luftschlag stürzen, sodass sie von Wänden abprallen und hohe Bereiche erreichen kann. Carol kann sich beim Laufen zusammenrollen und Wände hochklettern. Durch das Aufnehmen von Benzinkanistern kann Carol ihr Motorrad beschwören, welches einen Doppelsprung ermöglicht und Wände hinauffahren kann. Milla kann gelatinöse Würfel werfen und einen offensiven Schild aufstellen, der die beiden kombiniert, um einen Schildstoß auszuführen, und mit ihren Ohren schlagen, um hohe Bereiche zu erreichen. Die großen Level erinnern von ihrer Machart stark an das Metroidvania Genre.
Spieler können das Hauptspiel in zwei Modi durchspielen: Adventure, welches die Geschichte des Spiels aus der Perspektive eines ausgewählten Charakters erzählt, und Classic, bei dem das Spielgeschehen nicht durch Zwischensequenzen unterbrochen wird. Der Time-Attack-Modus ermöglicht es dem Spieler, Bestzeitrekorde für die Level zu erreichen.

## Handlung
Das Spiel beginnt, als Sash Lilac und Carol Tea eine Entenschnabelkreatur namens Torque retten, nachdem sein Raumschiff abgestürzt ist. Auf Wunsch von Torque machen sich die zwei daran, den Kingdom Stone, eine mächtige Reliquie, zu schützen. Das bringt sie in einen Konflikt zwischen drei Nationen auf ihrem Planeten: Shuigang, ein Land, das von seinem neuen König Dail militarisiert wurde; Shang Mu, angeführt vom wohlhabenden Bürgermeister Zao; und Shang Tu, dessen königlicher Magister nicht auf den Krieg vorbereitet ist. Lilac und Carol eilen zum Schrein des Kingdom Stone, werden aber von General Gong und Offizier Neera Li gestoppt, die daran zweifeln, dass der Stein bedroht ist. Die Protagonisten kommen an, als der Stein von Spade, einem Ninja, welcher von Zao angeheuert wurde, gestohlen wird. Beim Einsturz des Schreins wird Carol von Lilac getrennt und in den Trümmern begraben, aber schnell von der schüchternen Milla geborgen. Diese folgt heimlich Lilac und Carol, wird von diesen bemerkt und freundet sich mit ihnen an.

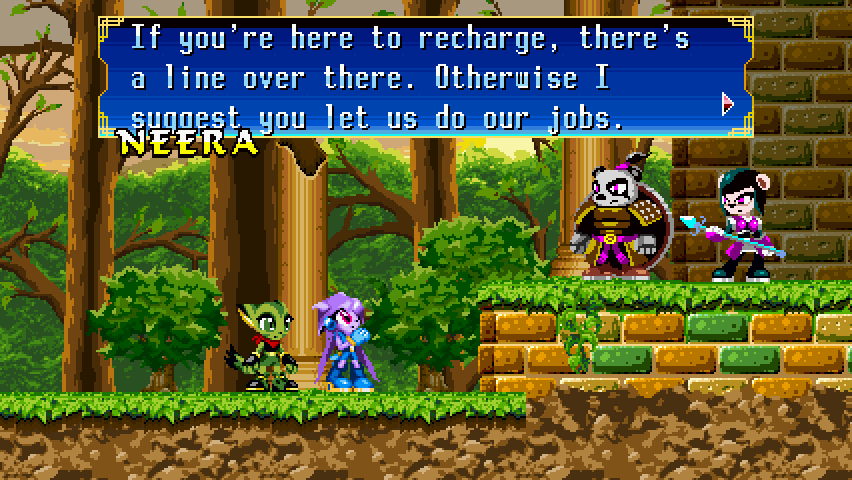
Cutscene, in welcher Gong und Neera von Lilacs und Carols Behauptung, das der Kingdom Stone gestohlen sei, unbeeindruckt sind

In der darauffolgenden Nacht erzählt Torque Lilac und Carol davon, dass er ein Alien ist, der den intergalaktischen Kriegsherrn Arktivus Brevon, dessen Raumschiff auf dem Planeten abgestürzt ist, festnehmen soll. Brevon hat Shuigang erobert, seinen König ermordet und Dail einer Gehirnwäsche unterzogen und zu seinem Diener gemacht. Er will den Stein stehlen, um sein Schiff anzutreiben. Die Protagonisten beschließen, den Stein von Zao zurückzuholen, aber sie werden unterwegs zuerst von Spade und später von Brevons Assistenten Serpentine angesprochen. Die Verzögerungen geben Dail und Brevons Truppen Zeit, das Relikt zu stehlen. Danach schickt Zao die Protagonisten als Abgesandte nach Shang Tu, um ein Bündnis gegen Shuigang zu diskutieren. Nach ihrer Ankunft erzählen sie dem Magister von Brevon und dass dieser nun den Stein hat. Als Beweis für Brevons Existenz zeigt Torque dem Magister einen Teil einer von Serpentine gesteuerten Maschine, die von der Gruppe in Shang Mu zerstört wurde. Sie werden jedoch festgenommen, weil Neera sie für das ursprüngliche Verschwinden des Steins verantwortlich macht und ihnen vorwirft, für Zao zu arbeiten. Milla bricht heimlich aus der Zelle aus um Torque zu finden, wird jedoch sofort von Neera erwischt und zurück in die Zelle gebracht. Torque wird freigesprochen, nachdem Lilac sich nach Millas gescheitertem Fluchtversuch fälschlicherweise schuldig bekennt. Lilac, Carol und Milla brechen schnell aus dem Gefängnis aus, um sich wieder mit Torque zu vereinen, nur um ihn von Brevon und Serpentine gefangen genommen zu sehen.
Carol streitet mit Lilac und stürmt davon. Lilac schickt Milla, um sie zu finden und geht dann, um Torque von Brevons nahegelegener Basis zu retten, aber sie wird von Brevon gefangen und gefoltert. In der Zwischenzeit verbünden sich Carol und Milla mit Spade, um die Basis zu stürmen, wo sie Torque und Lilac retten. Sie alle werden jedoch in dem sich daraus ergebenden Konflikt getrennt. Neera findet Lilac, verhaftet sie und bringt sie zurück nach Shang Tu, wo der Magister feststellt, dass sie unschuldig ist. Der Magister beauftragt Lilac, sich zu einem Ort zu begeben, wo sich ein Objekt aus demselben Material wie die zerstörte Maschine von Serpentine befindet. Lilac findet eine Drohne, die sie zunächst für eine von Brevons Maschinen hält. Tatsächlich wurde diese Drohne jedoch von Erddrachen aus einer längst vergangenen Zeit zurückgelassen. Lilac bringt die Drohne zum Magister. Dieser offenbart, dass Zao Shuigang um den Stein herausfordert und seine Truppen nach Shuigang sendet. Lilac kehrt zu ihren Freunden zurück und überzeugt Shang Mu und Shang Tu, sich gegen Dail und Brevons Armee zu vereinen. Während der Schlacht verkündet Brevon, dass sein Schiff repariert ist, und Lilac, Milla und Carol entern es. Das Team bekämpft Brevons Schergen, darunter ein mutierter Serpentine. Brevon fängt Milla ein und verwandelt sie in ein groteskes Monster, das die anderen Protagonisten angreift, die gezwungen sind, sie bewusstlos zu machen. Wütend greifen Lilac und Carol an und besiegen Brevon, aber der Kingdom Stone wird dabei zerstört. Kurz nach der Schlacht erwacht Milla in einem medizinischen Zelt und sieht, wie der Himmel durch wirbelnde, kristalline Energie aus dem Kingdom Stone erleuchtet wird. Die drei Königreiche beschließen, sich die Macht des Steins zu Nutze zu machen und sie gleichmäßig zu teilen und damit den Krieg zu beenden. Torque verabschiedet sich von Lilac, Carol und Milla und kehrt ins All zurück.

## Entwicklung und Release
“Freedom Planet originally began as a direct homage to Sonic. … As work on the game continued, I felt more and more like it was becoming a waste of time because I was ultimately creating something in the shadow of an established franchise and that it would never truly be my own work. So, I set out to try and design a main character that would pay homage to my main source of inspiration while still being unique enough to stand out on her own.”

„Ursprünglich begann Freedom Planet als eine direkte Hommage an Sonic. … Als dann Arbeit an dem Spiel weiterging, fing ich an zu spüren, dass dies letztendlich in einer reinen Zeitverschwendung enden würde, denn ich war dabei, etwas im Schatten eines etablierten Franchise zu kreieren, und dass es niemals mein eigenes Werk wäre. Also machte ich mich auf den Weg und versuchte, eine Hauptfigur zu entwerfen, welche nicht nur eine Hommage an die Quelle meiner Inspiration wäre, sondern sich auch dabei gleichzeitig hervorheben kann.“

Freedom Planet wurde vom amerikanischen Game Designer und Programmierer Sabrina DiDuro, welcher GalaxyTrail für das Projekt gegründet hat, konzipiert. Der Soundtrack wurde von DiDuro, in Zusammenarbeit mit den Nutzern Shane „Blue Warrior“ Ellis von VGMusic.com und Leila „Woofle“ Wilson von Fur Affinity, komponiert. Obwohl es ein eigenes geistiges Eigentum ist, wurde Freedom Planet als erstes als Sonic-Fangame entwickelt: Es enthielt Ringe und Dr. Eggman war der Bösewicht. DiDuro entschied, dass die Verbindung zu Sonic das Spiel zurückhalten würde and versuchte, ursprünglich mit Misserfolg, seine eigenen Charaktere zu designen. Später erhielt er von der chinesischen Künstlerin Ziyo Ling, welche er auf der Website DeviantArt entdeckte, die Erlaubnis, ihre Charaktere Lilac, Carol und Milla für das Spiel zu verwenden.
Personen, welche das Footage der frühen Alpha-Version sahen, ermutigten DiDuro, das Spiel noch weiter von Sonic zu separieren, also ersetzte er Ringe durch rote Blätter und änderte die Fähigkeiten der Charaktere. Ziyo hatte Flieder als Igel gezeichnet, aber DiDuro hat den Charakter zu einem Drachen umgestaltet. Lilacs Wandsprungfähigkeit basierte auf einer ähnlichen Spielmechanik von Ristar. Ursprünglich sollte ihr Energieniveau von ihrer Geschwindigkeit abhängen, aber das erwies sich als zu schwierig zu kontrollieren.
Während Freedom Planet in Dänemark und den Vereinigten Staaten entwickelt wurde, wurde seine Kunstrichtung von mittelalterlicher ostasiatischer Kunst beeinflusst, insbesondere von China. Die Bildsprache des Spiels bezieht sich auch auf moderne Science Fiction und Fantasy. Ein Großteil des Textes in der Spielwelt ist in chinesischen Schriftzeichen geschrieben, und der Titeltext ist in japanischem Katakana als フリーダム・プラネット Furīdamu Puranetto untertitelt. Allerdings wurde keine japanischsprachige Version des Spiels veröffentlicht.

## Rezensionen

### Vorabversion
Tony Ponce von Destructoid hatte positiv auf die Demo von Freedom Planet reagiert und kommentierte, dass es „nett war, eine gut etablierte Formel auf eine neue Welt mit originellen Charakteren angewendet zu sehen“. Ähnlich hatte Jeffrey Matulef von Eurogamer die Vorschau des Spiels als „ein Sonic-artiges Indie-Spiel richtig gemacht“ beschrieben und genoss das neudesignte Leben-System. Dominic Tarison von IndieStatik lobte die „neue und fremde Konfiguration“ von Elementen der 16-Bit-Titel, kritisierte aber die kurze Sichtweite durch die Bildschirmauflösung. John Polson von IndieGames.com glaubte, dass „die Spektakel wie Loops und Wandläufe … [nicht] als magisch“ als in den Sonic-Titeln sei, hat aber Jump-’n’-Run-Fans ermutigt, sich die Demo herunterzuladen.
Nathan Grayson von Kotaku lobte die Demo für die Balance zwischen Genesis-Sonic-Elementen und originellem Inhalt: Er beschrieb das Produkt als „ein Liebesbrief an klassik Sonic, außer, wenn es das nicht ist“. Er lobte die Gegner des Spiels, erlebte aber kleinere Probleme mit der Steuerung. Das Pacing wurde als langsamer als die Genesis-Sonic-Titel durch die hinzugefügten Kampf-Sequenzen wahrgenommen; er fühlte aber, dass dies Spieler ermöglicht, die Level zu erkunden und zu schätzen. Grayson war jedoch kritisch gegenüber der Synchronisation.
Ponce lobte die Grafik, kritisierte jedoch die faden Vordergrund-Elemente. Polson bemerkte leichte Audio- und Grafik-Fehler, vor allem das Recycling von Soundeffekten aus Genesis Sonic-Titeln, lobte dafür aber die Musik. Tarison lobte die Musik und Grafik, sowie die vielfältigen Designs der Umgebung und Charaktere.

### Release
Jahanzeb Khan von Hardcore Gamer fand, es sei ein würdiger Nachfolger zu dem Spiel Sonic 3 & Knuckles aus dem Jahre 1994 – welches als der Höhepunkt der Reihe betrachtet wird – und dass es „womöglich, welches seit 1994 erschien“. Jonatan Allin aus der dänischen Ausgabe von Eurogamer, welcher keinen einzigen Sonic-Titel nach der Genesis-Ära genossen hat, stimmte Khan zu. Griffin McElroy von Polygon meinte, dass Freedom Planet erfolgreich „einen schwierigen Balanceakt mit dem Anlehnen und Umwandeln von Spielelementen aus Spielen wie Sonic the Hedgehog und Rocket Knight Adventures, ohne dabei als Derivat rüberzukommen“ durchgeführt hat.

## Nachfolger
Am 25. Dezember 2015 hat GalaxyTrail angekündet, dass Freedom Planet 2 in Entwicklung sei. Im Unterschied zum Originalspiel wurde dieses in der Unity-Engine entwickelt und die Auflösung der Sprites ist höher als im Vorgänger. Mit dem Ziel, Freedom Planet als eigenes Franchise zu definieren, wurden alle Charaktere aus dem Spiel von Tyson Tan überarbeitet.
Während die frühen Konzeptzeichnungen auf der offiziellen Website des Spiels unverändert blieben, experimentierte Tyson unter Einbeziehung der Fans an einem neuen Kunststil. Christian Whitehead war in der Entwicklung involviert, indem er DiDuro bei der Programmierung unterstützte und für die Portierung der Physikberechnung von Clickteam Fusion zur Unity-Engine verantwortlich war.